# Kochenmühle

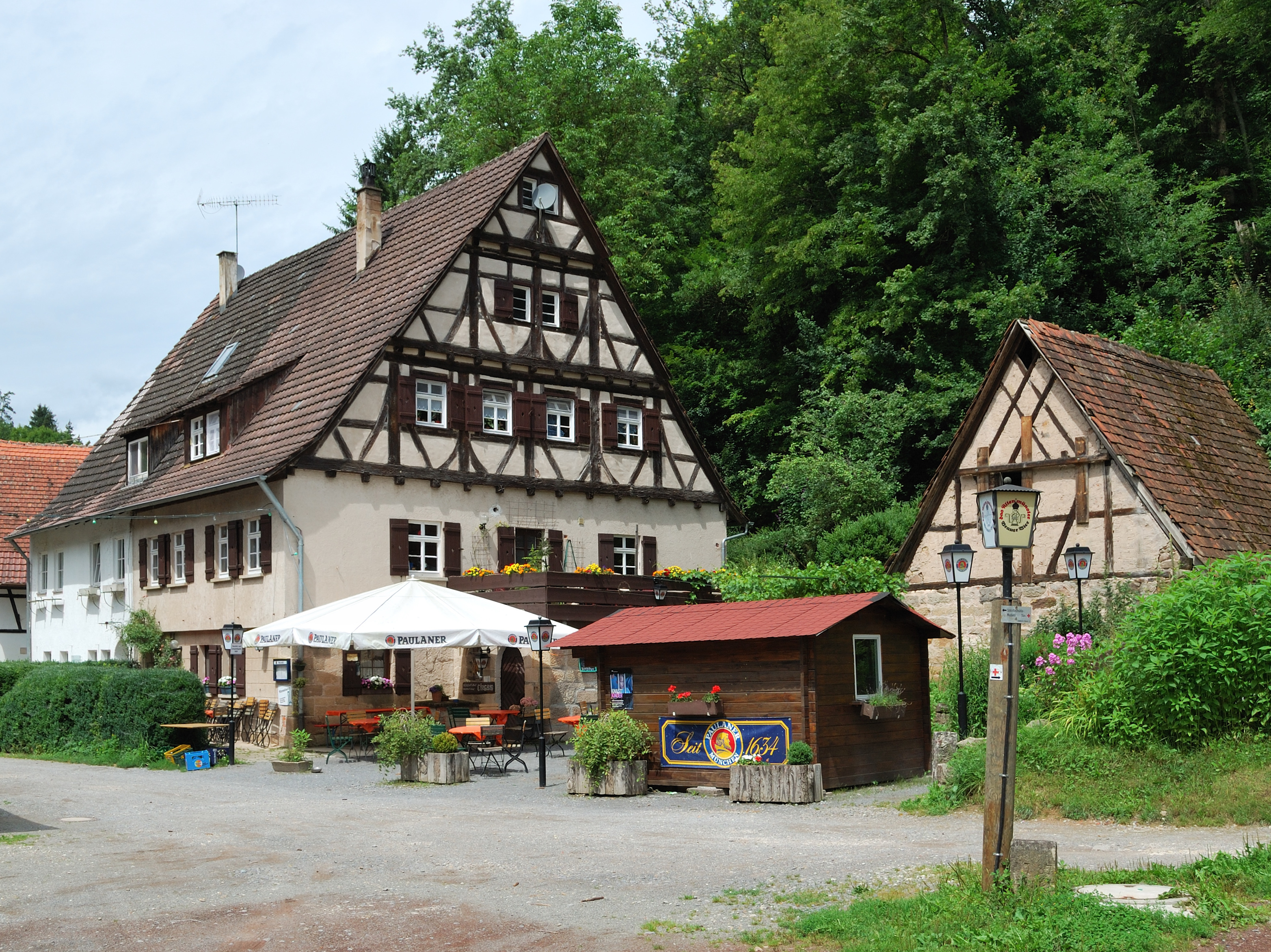
De Kochenmühle in het Siebenmühlental

De Kochenmühle is stroomafwaarts de achtste watermolen in het Siebenmühlental, het dal van de Reichenbach, ten zuiden van Stuttgart, in het zuidwesten van Duitsland. De molen valt onder Stetten auf den Fildern, een stadsdeel van Leinfelden-Echterdingen. De molen ligt op de marke Leinfelden-Echterdingen, bijna op het “vierlandenpunt” met de markes Filderstadt, Waldenbuch en Steinenbronn. In de molen werd tot 1931 graan tot meel gemalen. De molen ligt aan het Bondswandelpad (Bundeswanderweg), het voormalige spoortracé van de Siebenmühlentalbahn, op een hoogte van 364 meter boven NAP. Hier was vroeger een treinhalte.

## Geschiedenis

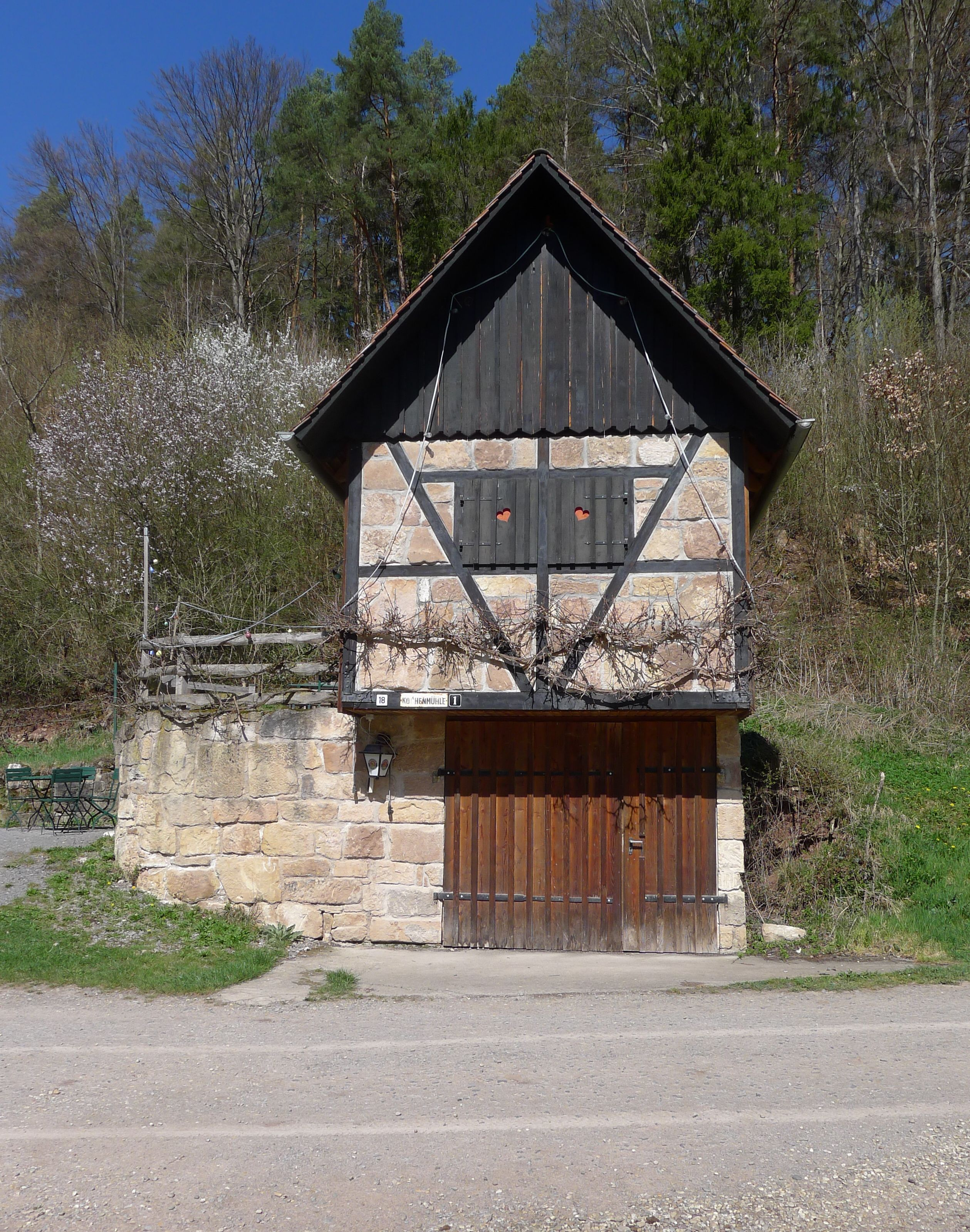
Het bakhuis uit 1551 van de Kochenmühle

De eerste vermelding van deze molen was in 1451 in een oorkonde. De eigenaren waren Hans und Heinrich Irrer. Er stonden drie schuren omheen en in 1551 werd er een bakhuis bijgebouwd. Dit is tegenwoordig het oudste nog behouden gebouw op het terrein. Het bouwjaar wordt onder bij de ingang nog steeds in steen gegraveerd aangeduid. Het eigenlijke molengebouw werd pas rond 1600 gebouwd. Dit is in 1979 onder monumentenzorg gesteld, evenals het aangrenzende bakhuis, een stal en een vakwerkschuur. De naam van de molen werd meerdere keren gewijzigd, afhankelijk van de familie die er woonde. Tussen 1621 en 1641 werd de molen beheerd door de Obervogt Ludwig von Janowitz uit Kirchheim waarna zijn zoon Friedrich Ludwig von Janowitz het geheel erft. In die tijd werd de molen daarom de Janowitzer Mühle genoemd. In 1671 wordt Anna Kunigunda von Menges de nieuwe eigenaresse. Met Adam Friedrich Thumb von Neuenburg heeft zij haar tweede huwelijk. De naam van de molen werd toen de Tumbsche of Thummische Mühle. In 1720 ging de molen over naar Hans Georg Koch uit Kirchheim en is de huidige naam ontstaan. Na het overlijden van de laatste Koch in 1956 bleef de naam van de molen ongewijzigd. 
In 1836 is de Kochenmühle opgesplitst, in beide helften vestigen zich molenaars. Dit vond plaats toen Johann Georg Stollsteiner uit Echterdingen er woonde. Hij was getrouwd met Agnes Koch, de dochter van molenaar Johann Georg Koch. In 1866 is de eigenaar van het andere gedeelte Friedrich Böpple, een boer en raadslid uit Weidach. In 1886 gaat het gedeelte van Böpple over in handen van Joseph Hörz. In 1906 laten de eigenaren Ludwig Koch en Joseph Hörz een waterrad met een diameter van 5,7 meter plaatsen als vervanging voor drie beschadigde kleinere raderen. Op het laatst wisselden beiden wekelijks de maalwerkzaamheden, maar in 1932 / 1933 werd het graanmalen uiteindelijk helemaal beëindigd. Aan het begin van de jaren 40 wordt een grote verbouwing gepleegd, waarbij de gehele moleninrichting wordt verwijderd. Later werd in de ene helft, met huisnummer 1, een restaurant met Biergarten gevestigd, in de andere, met huisnummer 2, kwam uiteindelijk architectenbureau Huppenbauer und Engel. 
Tijdens het personenvervoer over de Siebenmühlentalbahn tussen 23 juni 1928 en 22 mei 1955 was bij de Kochenmühle een gelijknamige halte. Het betonnen fundament van een houten wachthuisje is nog langs de Bundeswanderweg te vinden. Pas in 1956 werd het gehele complex op het elektriciteitsnet aangesloten. In 1959 verwerft tandarts dr. Wieland uit Esslingen een helft van de molen en maakt er een horecalocatie en een paardenboerderij van. In 1988 wordt de paardenboerderij door Hermann Müllerbader vernieuwd en sinds 1995 wordt het restaurant Mühlenstüble Kochenmühle door hem gedreven.

## Externe adressen
- Het Siebenmühlental
- De Kochenmühle in het Siebenmühlental
- De Kochenmühle in het Siebenmühlental
- Het Siebenmühlental in Freizeit Esslingen

Obere Mühle · Eselsmühle · Mäulesmühle · Seebruckenmühle · Schlechtenmühle · Walzenmühle · Schlösslesmühle · Kochenmühle · Obere Kleinmichelesmühle · Untere Kleinmichelesmühle · Burkhardtsmühle